# Harel Skaat
Harel Skaat (en hebreo הראל סקעת; n. Kfar Saba, 8 de agosto de 1981)  es un cantante israelí.
Skaat saltó a la fama luego de quedar segundo en la segunda temporada de Kochav Nolad ("Nace una estrella") en 2004. Desde ese momento, se convirtió en una de las principales voces del mercado musical israelí. En 2010 fue el representante de su país en el Festival de la Canción de Eurovisión 2010 con el tema Milim. Pese a ser uno de los favoritos, obtuvo el 14.º puesto en la final, pero ganó los premios Marcel Bezençon a mejor artista por parte de la prensa y de los comentaristas.

## Biografía

### Infancia y juventud
En 1987, cuando tenía 6 años, Skaat comenzó su camino artístico cuando gana el festival musical infantil, Kohavim Laerev-Kojav Nolad (Estrellas para una noche-Nace una estrella), interpretando la canción Ima, havini (Mamá, entienda). Luego, el mismo año, participó en un capítulo del programa infantil Parpar nejmad (Linda mariposa).
Estudió en el colegio secundario Galili, donde participaba activamente en las actividades artísticas y culturales del mismo.
Durante el servicio militar, sirvió en el coro militar Jeil Jakesher. Luego del servicio comenzó a estudiar en la escuela de actuación Beit Tzvi. A lo largo de sus estudios lanzó su primer sencillo con el nombre Ein od sikuy (No queda más chance), el cual no tuvo mucho éxito.
En 2002 alcanzó el sexto lugar en el concurso Hamélej Habá (El próximo rey) que fue transmitido en el canal Briza de Yes. El primer lugar lo ganó Rafael Mirila, y el tercero Ninet Tayeb. Más adelante los tres fueron finalistas en Kojav Nolad.

### Kojav Nolad
En 2004 participó en los audiciones en Haifa para la segunda temporada del programa musical del Canal 2 para "Kojav Nolad". Luego de ser aceptado dejó sus estudios y se convirtió rápidamente en uno de los concursantes más votados y más queridos por los jueces y la audiencia del programa. En las diferentes etapas interpretó las canciones Betoj (Adentro), que fue escrita por Yael Tevet y compuesta por Yair Rozenblum; Bdidut (Soledad), que cantó antes Izhar Kohen y Odeni Yeled (Todavía soy un niño) de la banda Hakol Over Jabibi. Todas sus interpretaciones se hicieron muy populares y le aseguraron un lugar en la final. El 15 de agosto de 2004 compitió en la final de Kojav Nolad 2 en Hof Nitsanim al lado de Harel Moyal y Adi Cohen. En la final interpretó la canción de Yoram Gaon Hineni Kan (Aquí estoy). A pesar de las probabilidades a su favor tanto de los medios como de los espectadores del programa, Skaat terminó en segundo lugar, perdiendo contra Harel Moyal. Después de la final hubo rumores de que los resultados fueron falsificados por la producción o por los votantes por internet, y hasta hubo manifestaciones de los fanes, exigiendo de la aclaración de los resultados.

### Carrera musical
A pesar de que no ganó en el concurso "Kojav Nolad", Skaat tuvo mucha popularidad entre el público juvenil, muchos grupos de fanes y hasta la simpatía de los críticos. El mismo año participó en el Festival junto a Ninet Tayeb, Ran Danker y Harel Moyal, donde interpretó la canción Lauf (Volar) que fue escrita por Liron Lev y Doron Medli, y compuesta por Ohad Hitman.
En 2005, fue elegido para cantar el Himno Israelí (Hatikva) en el partido de fútbol entre Israel y Francia.
En mayo de 2005, firmó con la discográfica "Hed Arzi", y empezó a crear su primer álbum. En agosto del mismo año participó en el musical "Mi shejalam" (El que soñó) junto con Oded Teomi, Gila Almagor y Hani Nahmias. En el mismo interpretó dos personajes, uno fue Uri Ilem, el mejor amigo de Isaac Rabin de Hapalamah, y el otro-el hijo de Ilem.
En marzo de 2006 salió el primer sencillo del primer álbum de Harel "Ve 'At". La canción fue escrita y compuesta por Keren Peles y producida por Izhar Ashdot. La canción tuvo mucho éxito y subió rápidamente al primer lugar de las charts de la radio Israelí "Galgalatz". En la misma época se inició la producción de una serie documental en la compañía de celulares Cellcom de las grabaciones de Ska'at. Después de otros dos singles, Kama od efshar (Cuánto más se puede) y Mashehu mimeni (Algo de mi), salió a la venta en julio de 2006 su primer álbum, que rápidamente se hizo disco de oro. Luego, salió en la radio el sencillo Kol hatziporim (Todos los pájaros), que fue escrito y compuesto por Keren Peles.
Harel Skaat lanzó su primer álbum, Harel Skaat (הראל סקעת), en el verano de 2006. Su sencillo Ve' at (Y tú), y el álbum llegaron a los primeros puestos en las radios israelíes y ganó muchos premios. Fue elegido para ser "El hombre del 2006 en la música Israelí" por Keshet, "El cantante de 2006" en el "Concurso de canciones en hebreo" y ganó el premio de "Cantante del año" y "Canción del año" (Veat) en el 24 Israeli Music Channel's A.M.I Contest.
En 2010 fue elegido internamente como el representante de su país en el Festival de la Canción de Eurovisión 2010 realizado en Oslo, Noruega. En la segunda semifinal obtuvo el octavo puesto clasificándose para la final donde ocupó el puesto 14.º, con 71 puntos.
En el 2010  participar en el homenaje a Serge Gainsbourg  Junto a la cantante francesa mundialmente conocida como Alizée el 28 de julio de dicho año en Tel Aviv, donde interpretaron la versión cover del sencillo Dieu fumeur de havanes 
En un documental transmitido por primera vez en la televisión israelí en octubre de 2010, Skaat indicó que era gay.